# Dravidogecko
Dravidogecko is een geslacht van hagedissen uit de orde gekko's (Gekkota).

## Naam en indeling
De wetenschappelijke naam van de groep werd voor het eerst voorgesteld door Malcolm Arthur Smith in 1933. De hagedissen werden eerder aan andere geslachten toegekend, zoals Hoplodactylus en Hemidactylus. Er zijn zeven soorten, waarvan er zes pas voor het eerst zijn beschreven in 2019. In de literatuur worden veel soorten hierdoor nog niet vermeld.

## Verspreiding en habitat
De gekko's komen voor in delen van Azië en leven endemisch in India. De hagedissen zijn alleen aangetroffen in de deelstaten Tamil Nadu en Kerala.

## Beschermingsstatus
Door de internationale natuurbeschermingsorganisatie IUCN is aan één soort een beschermingsstatus toegewezen. Dravidogecko anamallensis wordt beschouwd als 'gevoelig' (Near Threatened of NT).

## Soorten
Het geslacht omvat de volgende soorten, met de auteur en het verspreidingsgebied.
| Naam                         | Auteur                                                     | Verspreidingsgebied |
| ---------------------------- | ---------------------------------------------------------- | ------------------- |
| Dravidogecko anamallensis    | Günther, 1875                                              | India (Tamil Nadu)  |
| Dravidogecko douglasadamsi   | Chaitanya, Giri, Deepak, Datta-Roy, Murthy & Karanth, 2019 | India (Tamil Nadu)  |
| Dravidogecko janakiae        | Chaitanya, Giri, Deepak, Datta-Roy, Murthy & Karanth, 2019 | India (Kerala)      |
| Dravidogecko meghamalaiensis | Chaitanya, Giri, Deepak, Datta-Roy, Murthy & Karanth, 2019 | India (Tamil Nadu)  |
| Dravidogecko septentrionalis | Chaitanya, Giri, Deepak, Datta-Roy, Murthy & Karanth, 2019 | India (Kerala)      |
| Dravidogecko smithi          | Chaitanya, Giri, Deepak, Datta-Roy, Murthy & Karanth, 2019 | India (Kerala)      |
| Dravidogecko tholpalli       | Chaitanya, Giri, Deepak, Datta-Roy, Murthy & Karanth, 2019 | India (Tamil Nadu)  |